# Platypalpus mollitus
Platypalpus mollitus är en tvåvingeart som beskrevs av Collin 1933. Platypalpus mollitus ingår i släktet Platypalpus och familjen puckeldansflugor. Inga underarter finns listade i Catalogue of Life.